# Dona a l'antic Egipte

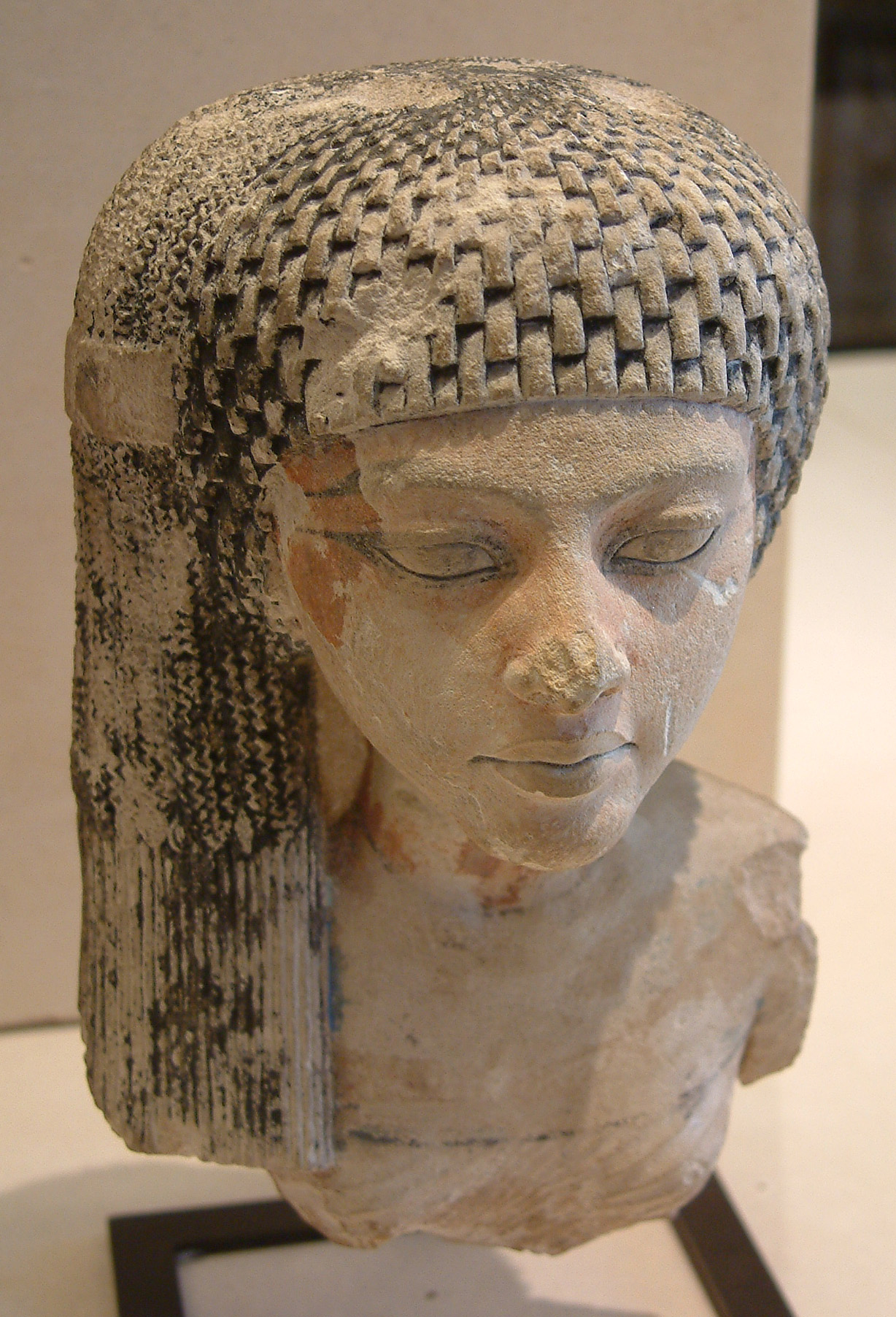
Bust de dona

La dona a l'antic Egipte és la part de la història de la dona referent a l'antic Egipte, és a dir, l'estudi del paper que les dones han jugat durant l'època antiga en les civilitzacions d'Egipte, juntament amb els mètodes necessaris per al seu estudi.
L'home egipci d'aquell temps considerava la dona com el seu complement. Això s'expressa clarament tant en la teologia com en la moral d'aquesta cultura, però és bastant difícil determinar-ne el grau d'aplicació en la seva vida quotidiana. En comparació amb la dona grega, es pot veure que la dona egípcia era considerada com "una menor d'edat eterna" i, per tant, no gaudia dels drets d'adulta com els homes.
La literatura egípcia no vacil·la a presentar la dona com a frívola, capritxosa i poc fiable, però malgrat tot les egípcies es van beneficiar d'una posició que es troba en poques societats.

### La dona en la literatura
Si pintors i escultors mostren la dona amb una imatge serena a l'entorn d'una família florent, els escriptors no dubten a fer-la aparèixer com l'origen de diferents desgràcies i la culpable de diversos pecats.
Així, citat per Gaston Maspero en Contes populars, trobem les desventures de Bytau, un modest criat d'una granja, i germà d'Anupu. Seduït per la dona d'aquest, es rendeix a l'encant de la bella dama i no vacil·la a delatar-lo després davant d'Anupu. La dona no pararà fins a obtenir del seu marit el sever càstig per a Bytau. Però ella serà castigada al seu torn: Anupu comprèn, massa tard, que la seva dona l'estava manipulant, de manera que la mata i llança el seu cos als gossos.
Cal evitar-ne una interpretació errònia: la descripció poc aduladora de la dona en la literatura no vol dir que sigui menyspreada: el faraó rebia sovint el mateix tractament pels narradors, que el presentaven com a limitat i fantàstic.

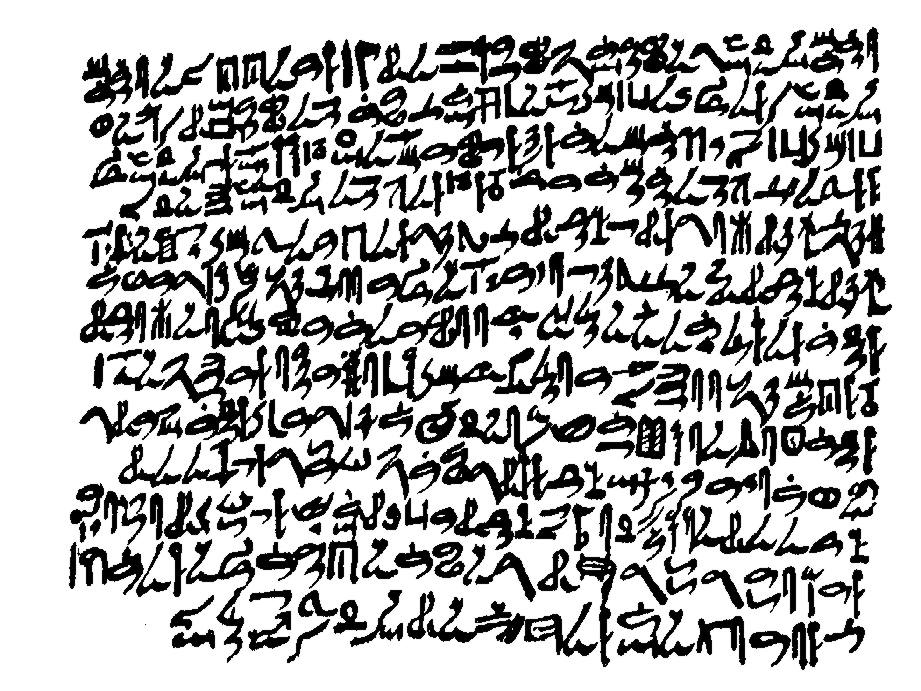
Papir Prisse

L'home és convidat a cuidar la seva dona, així l'escriba Ptahhotep, de la dinastia III, s'expressa de la manera següent (papir Prisse):
 "Has d'estimar la teva dona de tot cor [...], complau el seu cor durant tot el temps de la teva vida."
Però també aconsellava:
"Manté plena reserva en la teva relació amb la dona. Allà on intervenen, res es porta a bé."
El romanticisme és present en la literatura egípcia, per exemple, en un papir del Museu de Leiden:
 "Et vaig prendre com a dona quan era jove. Estava amb tu. Llavors, vaig conquistar tots els graus, i no et vaig abandonar. No vaig fer patir el teu cor. Mira, ho vaig fer quan era jove i quan vaig exercitar totes les altes funcions de faraó, "Vida, Salut i Força", no et vaig abandonar; al contrari, vaig dir: "Estic amb tu". […] Els meus perfums, els dolços, la roba, no els vaig fer perquè se'ls emportés una altra. […] Quan vas caure malalta, vaig cridar un oficial de la salut perquè hi fes el necessari […] Quan vaig tornar a Memphis, vaig sol·licitar un permís al faraó, vaig anar al lloc on et vas quedar (la tomba) i vaig plorar molt. […] No entraré en una altra casa. […] Ara, aquí estan les germanes de la casa, no aniré amb cap d'elles." (citat per Pierre Montet).